# Vzdušný přenos
Vzdušný přenos je v lékařství způsob přenosu malých pevných částic vzduchem v čase a vzdálenosti. Takový přenos má význam v medicíně i veterinářství. Za patogeny jsou považovány viry, bakterie nebo houby. Šíření může nastat dýcháním, mluvením, kašláním, kýcháním, vířením prachu, rozstřikováním kapalin, splachováním na záchodě nebo jinými aktivitami, při kterých vznikají kapénky nebo aerosol.
Zatímco kapénky jsou dostatečně velké, aby v krátkém čase vlivem gravitace dopadly na zem, aerosol je dostatečně malý na to, aby se po delší dobu udržel ve vzduchu a vlivem proudění byl přenášen na větší vzdálenosti (jako hranice mezi kapénkou a aerosolem je uváděno 5 μm, i když konkrétní hranice nebyla experimentálně ani teoreticky ověřena). Částice aerosolu (na rozdíl od kapének) obsahují málo vody, a tak jsou náchylné na vysušení, což poškozuje mnoho typů patogenů, a tím je množství přeneseného patogenu omezeno (v závislosti na aktuálních podmínkách –⁠ v chladném a vlhkém prostředí je dosah větší).

## Kontroverze
V pondělí 21. září 2020 americké Centrum pro kontrolu a prevenci nemocí revertovalo své webové prohlášení z pátku 18. září 2020, že covid-19 je přenášen vzduchem pomocí aerosolu. Popírání přenosu aerosolem v CDC bylo označeno jako projev konzervativismu (existují vědecké studie dokládající přenos aerosolem).
Připuštění přenosu COVID-19 aerosolem by relativizovalo hlavní opatření (nošení roušek a rozestupy), protože aerosol může být ve vhodných podmínkách přenášen na větší vzdálenosti než 1,5 metru (6 stop) a roušky nejsou proti aerosolu účinné. Klíčovým opatřením prevence by se při možnosti přenosu aerosolem stalo větrání.